# 미래를향한전진4.0
미래를향한전진4.0 (약칭 전진당)은 바른미래당을 탈당한 이언주가 주도하여 만든 대한민국의 보수주의 정당으로, 2020년 2월 17일 미래통합당으로 통합되었다.

## 개요
이정훈 울산대 교수, 백승재 변호사, 김상현 국대떡볶이 대표, 김원성 전 CJ 전략기획본부 국장 등이 창당 발기인으로 참여했다. 창당 취지문에서 "낡은 수구주의에서 벗어나 자유민주주의라는 체제를 굳건히 지키며 공감과 소통, 참여와 합의가 살아있는 성숙한 민주주의 국가 건설을 대변하는 정당을 지향할 것"을 목표로 밝혔다.

## 4.0의 의미
미래를향한전진4.0은 자신들을 지긋지긋한 과거지향주의에서 벗어나 시선을 미래를 돌리기 위해 자발적으로 설립된 정당이라고 주장한다. 4.0은 아래와 같은 의미를 담고 있다.
- 1.0은 1948. 8. 15. 이승만대통령을 비롯한 건국의 아버지들이 목숨을 바쳐서 공산주의 세력으로부터 나라를 지켜내고 자유와 민주의 가치를 지켜낸 건국의 시기이다.
- 2.0은 베트남 전쟁 파병 군인, 독일 광부와 간호사, 중동의 건설인력들이 자신을 희생하여 이 나라를 가난으로부터 구제한 산업화의 시기이다.
- 3.0은 평화롭게 문민정부로 이양되었지만 그 과정에서 민주화라는 탈을 쓴 일부 세력들에 의하여 사회의 가치관이 무너지고 국민이 좌우로 갈려 극한대립으로 치달은 혼돈의 시기이다.
- 4.0은 이러한 혼돈의 시기를 마감하고 자유와 민주, 공정의 가치를 제대로 세워 청년 세대들에게 잃은 희망을 다시 안겨주는 미래의 시기를 의미한다.

## 비전
미래를향한전진4.0은 86세대에 대한 반대체제로 형성된 97세대를 전면에 앞세운다. 이제 이념에 집착하는 민주화 세대는 역사적 소임을 다하였으니 IMF 이후 세대가 정치 전면에 나서서 실용적이고 미래 지향적인 국가비전을 제시해야 한다는 것이다. 이에 전진당은 과감한 세대교체를 제안한다. 정당을 바꾸고, 사람을 바꿔야 세상이 바뀐다는 표어아래 각 분야의 능력있는 청년인재를 영입하는데 힘쓰고 있다. 프랑스의 "앙 마르슈" 정당과 같이 이념에 상관 없이 미래지향적인 정치 풍토를 만들겠다는 것이다.
이언주 창당준비위원장은 1980년대 운동권 세력에 의해 현재의 3040세대는 완전히 어린애 취급을 받는다고 주장하며, 자신이 3040세대의 맏언니가 되어 소외되고 정치적으로 대변되지 못했던, 그러나 숫자로는 훨씬 많은 3040 세력들이 정치의 주류가 되도록 만들겠다고 선언하였다.

## 주요 당직자
미래를 향한 전진 4.0은 2019년 12월 23일에 창당준비위원회 사무실에서 1차 영입 인사 발표 및 주요 당직 임명장을 수여하고 당기와 당로고를 공개했다.
| 조직               | 직책         | 이름                                   | 대표 경력                                              |
| ------------------ | ------------ | -------------------------------------- | ------------------------------------------------------ |
| 창당준비위원회     | 수석부위원장 | 박휘락                                 | 국민대 정치대학원장                                    |
| 창당준비위원회     | 부위원장     | 송근존                                 | 미국 변호사                                            |
| 창당준비위원회     | 부위원장     | 고광희                                 | 전) 우루과이 대사                                      |
| 창당준비위원회     | 부위원장     | 최석태                                 | 전) 부산 KBS 총국장                                    |
| 창당준비위원회     | 부위원장     | 길종성                                 | 독도홍보관장                                           |
| 사무국             | 사무총장     | 박주원                                 | 민선 4기 안산시장                                      |
| 사무국             | 사무부총장   | 최용주                                 | 전) 국민의당 김포(갑) 지역위원장                       |
| 조직위원회         | 총괄위원장   | 이종혁                                 | 18대 국회의원                                          |
| 조직위원회         | 수석부위원장 | 양주상                                 | 전) 성균관대 총학생회장 현) 행동하는 자유시민 사무총장 |
| 전략기획위원회     | 위원장       | 김원성                                 | 전) 해양경찰청 정보분석실 실장 전) CJ E&M 국장         |
| 전략기획위원회     | 수석부위원장 | 이준영                                 | 변호사                                                 |
| 전략기획위원회     | 법률고문     | 이동근 보관됨 2019-10-02 - 웨이백 머신 | DK LAW 대표 변호사                                     |
| 재난구조대책위원회 | 공동위원장   | 안승환                                 | (주)한국해양기술 대표이사 911수색구조단 총재           |
| 재난구조대책위원회 | 공동위원장   | 이강우                                 | (사) 시민학생구조단 대표이사                           |
| 정치연수원         | 정치연수원장 | 성삼영                                 | 전) 행자부장관 보좌관                                  |
| 공보위원회         | 위원장       | 정상대                                 | 전) 명지대 법학과 교수 YS계 민주동지회 사무총장        |
| 공보위원회         | 부위원장     | 전지성                                 | 에너지경제신문 기자                                    |
| 공보위원회         | 부위원장     | 이연주                                 | 네트워크 마케터                                        |
| 문화체육위원회     | 위원장       | 정용한                                 | 전) 성남시의회 의원                                    |
| 대외협력위원회     | 위원장       | 최준구                                 |                                                        |
| 대변인실           | 대변인       | 이아람                                 | 전국대학생연합 대표                                    |
| 대변인실           | 부대변인     | 안재현                                 | 전) 국민의당 경기도당 공보팀장                         |
| 직능위원회         | 위원장       | 김철                                   | (주) 엘에스텍 대표이사                                 |
| 직능위원회         | 부위원장     | 김성욱                                 | 전) 국민의당 경기도당 청년위원장                       |
| 직능위원회         | 부위원장     | 이재성                                 | 전축자재 수입기업 대표                                 |
| 여성위원회         | 수석부위원장 | 최정이                                 | 전) 국민희망당 최고위원                                |
| 여성위원회         | 부위원장     | 박항임                                 | 국악인                                                 |
| 청년위원회         | 수석부위원장 | 김태진                                 | 전) 바른미래당 경기도당 총무국장                       |
| 4차산업혁명위원회  | 위원장       | 권기균                                 | 스미소니언 수석 연구원                                 |
| 4차산업혁명위원회  | 부위원장     | 마자몽                                 | 가환무역유통공사 및 중국청년벤처협회 대표              |
| 4차산업혁명위원회  | 부위원장     | 김태선                                 | (주) 위드업 이사                                       |
| 4차산업혁명위원회  | 부위원장     | 전우현                                 | (주) 에이지피에스 이사                                 |
| 자문위원           | 자문위원     | 기명종                                 | 전) 구국실천국민연합 공동대표                          |
| 자문위원           | 자문위원     | 김유주                                 | 블록체인기업 대표                                      |
| 자문위원           | 자문위원     | 김수동                                 | 아주대 제약임상대학원장                                |
| 자문위원           | 자문위원     | 김시원                                 | 전) 문체부 장관 보좌관 전) 청와대 행정관               |
| 자문위원           | 자문위원     | 김태현                                 | 협성대학교 교수                                        |
| 자문위원           | 자문위원     | 최창호                                 | 한국과학기술연합회 회장 아주대 산업공학과 교수         |
| 자문위원           | 자문위원     | 김주희                                 | 아주대학교 약대 교수                                   |

## 역사

### 창당 과정
- 2019. 12. 1. 신당 중앙당 창당 발기인대회
- 2019. 12. 23. 주요 당직자 임명, 당기와 당 로고 공개
- 2019. 12. 28. 부산광역시당 창당대회
- 2020. 1. 11. 경기도당 창당대회, 대구광역시당 창당대회
- 2020. 1. 12. 경상남도당 창당대회
- 2020. 1. 18. 광주광역시당 창당대회
- 2020. 1. 19. 중앙당, 서울특별시당, 강원도당 창당대회